# Dąb Bursztyn
Dąb Bursztyn – pomnik przyrody, zabytkowy dąb szypułkowy zlokalizowany we wsi Zamęty w powiecie kaliskim (gmina Mycielin).
Drzewo jest wpisane na listę pomników przyrody i rośnie w zachodniej części wsi, po południowej stronie drogi gruntowej z Zamętów do Lubin. Oznaczone jest stosowną tablicą. Liczy około 450 cm obwodu i ma około trzystu lat.